# Irene Perez Perez
Irene Pérez Pérez Caracas, Distrito Capital, Venezuela, 21 de septiembre de 1969) es una escultora venezolana. Realizó sus estudios en la Escuela de Artes Visuales Cristóbal Rojas, teniendo maestros como Guillermo Abdala y Antonieta Sosa. Comenzó su trayectoria profesional en 1994; en 1999 crea su obra más emblemática “Los Escaladores en Guayas”.

## Biografía
Irene nació en la parroquia caraqueña de La Candelaria, en el seno de una familia de origen canario que llegó a Venezuela a inicios del siglo XX. Durante la escuela siempre tuvo tendencia hacia las manualidades y el arte. Pese a tener la inclinación por las artes plásticas, no fue hasta después de un complicado matrimonio, en el que por recomendación médica decide incursionar de lleno en el mundo artístico.  
En el año 1992 decide ingresar a la Escuela de Artes Visuales Cristóbal Rojas, con la idea de estudiar diseño gráfico; sus primeras expresiones se plasmaban en pintura, hasta que conoció la escultura, de la mano de Guillermo Abdala. Egresó como Técnico medio en Artes Visuales, mención arte puro, opción escultura en 1995. Durante sus estudios, ya había expuesto en algunas exposiciones colectivas y vendido algunas creaciones artísticas en varias galerías y por medio de algunos marchands de arte.

## Obra
Usando polímeros, resina o bronce, su trabajo parece interactuar con personajes que se desplazan en una dimensión de placidez, progresión y potencia; creando su concepto artístico. En una entrevista, comenta: 

"El no colocarles rostros a mis esculturas desvía la atención y la emocionalidad del cuerpo mismo, comunico más con un movimiento que con una cara. Para figurar dinamismo, me apoyo en la textura, prefiero lo rústico, lo mate. Las extremidades son determinantes en la misión expresivas de mis piezas, mientras que los cabellos largos en las mujeres las conecta con la naturaleza.”
 Irene Pérez, para Revista Cosmo Guayana

En su personalidad irreverente, y difícil, tuvo buenas ideas, que no fueron ejecutadas a tiempo por falta de fondos económicos, que no le permitían realizar las obras en físico ni registrarlas como de su autoría. Por muchos años tuvo que dedicarse a trabajar como asistente de otros artistas reconocidos y hasta llegó a dar clases de arte a personas de clase alta para poder ganarse la vida.
Actualmente sus obras están inscritas en el instituto venezolano Servicio Autónomo de la Propiedad Intelectual (SAPI), bajo el Registro N 10647. Esculturas de Escaladores en Presas y Registro N 10648. Esculturas de Escaladores en Guayas.    

### Obras destacadas
- Escaladores en Guayas (1999).

- Escaladores en presas (2008).

## Exposiciones individuales[5]
- 2009 Exposición: "Una Mirada desde la Cumbre y el Placer de Escalar" Universidad Central de Venezuela, caracas.
- 2004 Exposición: “Movimiento”, LA NUEVA GALERIA, Caracas.
- 2001 Exposición: “Misterium Mulieris”, MINISTERIO DE RELACIONES EXTERIORES, Caracas.
- Exposición: “Lo Criptológico y el Encanto de la Mujer”, SALA DE EXPOSICIONES DE PEQUIVEN, Caracas.
- 1999 Instalación: “Hay Árboles que no dan Frutos, Hay Frutos que no se Comen”, FIN DE SEMANA DE ARTE DE EL HATILLO, Caracas.
- 1998 Exposición: “Irene Pérez Esculturas”, GALERÍA CUEVAS DE EL HATILLO, Caracas.
- Instalación: “Dulzura de Mujer”, NOCHE DE ARTE DE EL HATILLO, Caracas.
- 1997 Exposición: “Cerrando Ciclos”, BIBLIOTECA PÚBLICA PAUL HARRIS. Caracas.
- Exposición: “N.A.S.I.M.O.S. en Recuerdos”, BIBLIOTECA PÚBLICA PAUL HARRIS, Caracas.
- 1996 Exposición: “N.A.S.I.M.O.S. Pinturas y Esculturas”, BIBLIOTECA PÚBLICA PAUL HARRIS, Caracas.

#### Publicaciones
- AFFAIR magazine (1). 2006. ISSN 1856-447X.
- BASTARDO, GILMAR (2011). «IRENE PÉREZ PÉREZ: EQUILIBRIO, MOVIMIENTO Y PASIÓN». ACTITUD VENEZUELA: 28.
- HARRIS, GEORGE (2008). «IRENE PÉREZ PÉREZ. Escalando hacia el infinito». OD CARACAS LIVE: 48.
- Rincón Gonzáles, Yoelisa (2009). «LO INUSITADO EN LA OBRA DE IRENE PÉREZ». encuentro arte y cultura (50): A-7.